# Leonid Spiridonow
Leonid Spiridonow (ros. Леонид Николаевич Спиридонов; ur. 16 grudnia 1980 w Kerdjome) – rosyjski i od 2003 roku kazachski zapaśnik startujący w kategorii do 66 kg w stylu wolnym. Dwukrotny olimpijczyk. Czwarty w Atenach 2004 i piąty w Pekinie 2008 w kategorii 66 kg.
Czterokrotny uczestnik Mistrzostw Świata, brązowy medal w 2009. Trzeci na Igrzyskach Azjatyckich w 2010, piąty w 2006. Złoty medal w Mistrzostwach Azji w 2006. Drugi w Pucharze Świata w 2009 i 2012 roku. Uniwersytecki mistrz świata w 2000 roku.
W 2014 w barwach Rosji zdobył tytuł mistrza świata w zapasach plażowych.